# Шарецький Семен Георгійович
Семен Георгійович Шарецький (біл. Сямён Гео́ргіевіч Шарэ́цкі, Siamion Hieorhijevič Šarecki; народився 23 вересня 1936 року, д. Лаврішево Новогрудського воєводства, зараз Новогрудський район Білорусі) — білоруський державний діяч, третій голова Верховної Ради Республіки Білорусь.

## Освіта
Закінчив Білоруську сільськогосподарську академію (1959), Вищу партійну школу при ЦК КПБ (1970). Кандидат економічних наук (1972), доктор економічних наук (1984), професор (1989). Академік Академії аграрних наук Республіки Білорусь (1996), член-кореспондент Російської сільськогосподарської академії, академік Української академії аграрних наук та Міжнародної академії інформаційних процесів і технологій.

## Робоча діяльність
Працював заступником голови (з 1959), головою колгоспу «Зірка» (з 1963), старшим викладачем (1970—1976), завідувачем кафедри «Економіка й організація сільськогосподарського виробництва» в ВПШ (з 1976), головою колгоспу «Червоний Прапор» Воложинського району Мінської області (1984—1993).

## Політична діяльність
1993 — радник Голови Ради Міністрів Республіки Білорусь. Голова створеної ним же Аграрної партії Білорусі (з 1994).
Депутат Верховної Ради Республіки Білорусь (з 1995). З січня по листопад 1996 року Голова Верховної Ради Республіки Білорусь.
Депутати Верховної Ради Республіки Білорусь XIII скликання, які не визнали результатів референдуму 24 листопада 1996 року продовжували діяльність у вигнанні.
21 липня 1999 депутати Верховної Ради Білоруської РСР XIII скликання, прихильники Конституції редакції 1994 року, призначили Шарецького виконувачем обов'язків президента Республіки Білорусь. З кінця липня 1999 Семен Шарецький жив у Вільнюсі, вважався легітимним главою Білорусі; йому була надана державна охорона.

## Цитати
|  | Річ у тім, що в Росії, яка привітала Лукашенка з перемогою, нічого не змінюється на краще. І вона є стрижнем усіх диктаторських режимів. Пам’ятаю, в дитинстві у нас в компанії було двоє хлопців: невеликий на зріст Сергій та здоровань Міша. А коли Сергій з кимось вступив у бійку, його просто можна було скрутити й викинути з клубу. Але Міша завжди за нього заступався, і його не чіпали. А в Білорусі — є Росія, яка завжди буде захищати. |

|  | І подивіться, які міркування в Росії? Пам'ятаєте, коли Путіна запитали про президентські вибори та про можливого суперника Медведєва, він відповів: мовляв, а ми будемо сидіти з ним і домовлятися. Про яку демократію можна говорити після цього? В Америці це неможливо... |